# Adam Luboński
Adam Sławomir Luboński (ur. 30 kwietnia 1969 w Pile) – polski przedsiębiorca, działacz piłkarski i polityk, poseł na Sejm X kadencji.

## Życiorys
Uzyskał wykształcenie średnie, ukończył liceum ogólnokształcące w Poznaniu. Zdobył tytuły mistrza w zawodach lakiernik samochodowy oraz blacharz samochodowy. W 1993 zajął się prowadzeniem serwisu samochodowego oferującego usługi blacharskie i lakiernicze. Działacz piłkarski, uzyskał licencję trenerską UEFA B. Wszedł w skład zarządu Okręgowego Związku Piłki Nożnej w Pile, a w 2016 został wybrany na prezesa tej organizacji. Został też wiceprezesem Wielkopolskiego Związku Piłki Nożnej oraz członkiem Komisji ds. Bezpieczeństwa na Obiektach Piłkarskich PZPN.
Dołączył do Polski 2050 Szymona Hołowni, został sekretarzem regionu wielkopolskiego i przewodniczącym koła pilskiego partii. W wyborach parlamentarnych w 2023 uzyskał mandat posła X kadencji z okręgu pilskiego, kandydując z drugiego miejsca na liście koalicji Trzecia Droga i otrzymując 8724  głosy.
W lutym 2024 został przedstawiony jako kandydat Trzeciej Drogi na prezydenta miasta Piły w wyborach samorządowych w tym samym roku. Przegrał w pierwszej turze głosowania, zajmując trzecie miejsce spośród siedmiu kandydatów z wynikiem 13,3% głosów.

## Wyniki wyborcze
| Wybory | Komitet        | Komitet        | Organ           | Okręg | Wynik        |
| ------ | -------------- | -------------- | --------------- | ----- | ------------ |
| 2023   |                | Trzecia Droga  | Sejm X kadencji | nr 38 | 8724 (2,11%) |
| 2024   | Prezydent Piły | Prezydent Piły | 3392 (13,32%)   |       |              |